# Схожа (співачка)
Схожа — українська співачка у міксі жанрів інді-поп, R & B, український фольклор.
Станом на початок 2023 року випустила два альбоми та значну кількість синглів.

## Історія
Активну публічну співочу діяльність розпочала у 2019 році з синглу «Танцюю», в якому порушила тему екологічних проблем. Відомими піснями співачки є «Скульптура», «ПБ», «Азову», «Очерет», «Жовтий князь» (у співпраці з Chekson).
2020 року вийшов дебютний альбом співачки — Схожі, що містить шість номерних пісень і два бонус-треки. Того ж року презентувала сингл «Літай», у якому розкрита тема того, що в житті не варто чекати ідеального моменту.
У вересні 2022 року випустила альбом Перехрестя 51, головною темою якого є пошуки себе.
13 січня 2023 року у співпраці зі співаком ХАС випустила пісню «Не продам», яка увійшов до альбому ХАС'а під назвою 0322. Сингл входив до головного плей-листа «Новинки щоп'ятниці» платформи Spotify. У вересні вийшли сольна пісня «Зелені вогні» та кліп на неї.
У березні наступного року Схожа презентувала «Знову» — пісню, створену на основі старого треку, що виник у межах її YouTube-проєкту, під час якого пісні створювалися за десять хвилин. У жовтні презентувала сольну пісню «Піони», у якій осмислює неминучість змін у житті. 2024 року також виступала у культурному просторі «В'ява».
19 червня 2025 року вийшов сингл «Друг». Пісня розповідає про емоційний зв'язок, що не розвивається у романтичне кохання, а зберігає форму дружби. На сингл також відзнятий відеокліп, режисером якого став Олександр Гірченко.

## Музика і стиль
Схожу називають «одним із найцікавіших облич української інді-поп сцени».
Свої пісні присвячує питанням сутності людського «я», природи творчості та ролі людини у Всесвіті. Псевдонім обрала через те, що співачці часто казали: «те, про що ти співаєш, дуже схоже на те, що я відчуваю».

## Дискографія
- «Схожі» (2020)
- «Перехрестя 51» (2022)